# تريل (ميزوري)
تريل (بالإنجليزية: Trail)‏ هي إحدى المجتمعات الفردية (غير مصنفة) وتقع في مقاطعة أوزارك في ولاية ميزوري في الولايات المتحدة.